# Hossere Fowrou
Hossere Fowrou ou Hosséré Faourou est un village du Cameroun situé dans le département de la Bénoué et la région du Nord. Il fait partie de la commune de Gashiga et de l'arrondissement de Demsa. Il fait partie du Lamidat Demsa.

## Population
Lors du recensement de 2005, 796 habitants y ont été dénombrés.